# Scotopteryx elbursica
Scotopteryx elbursica är en fjärilsart som beskrevs av Bytinsky-salz och Brandt 1937. Scotopteryx elbursica ingår i släktet backmätare, och familjen mätare. Inga underarter finns listade.